# Lanthanopilio chickeringi
Lanthanopilio chickeringi is een hooiwagen uit de familie echte hooiwagens (Phalangiidae).